# Chi Ngũ vị tử
Schisandra là một danh pháp khoa học để chỉ một chi thực vật có hoa. Trong tiếng Việt người ta gọi nó là chi Ngũ vị tử. Chi này chứa khoảng gần 20 loài cây bụi hay được trồng trong các khu vườn. Chúng là các cây dây leo lá sớm rụng có thể phát triển tốt trên nhiều loại đất và ưa thích các bờ tường nơi có nhiều bóng râm. Có thể nhân giống chúng bằng cách chiết cành hay dùng các đoạn thân cây bánh tẻ vào thời gian khoảng tháng 8 hằng năm.
Các loài cây này có nguồn gốc ở khu vực Đông Á và quả khô của chúng được dùng trong y học. Quả của Schisandra chinensis được gọi là ngũ vị tử, nghĩa là "quả tạo ra năm vị", do một thực tế là quả của nó có đủ 5 vị cơ bản: mặn, ngọt, chua, cay, đắng. Trong y học cổ truyền Trung Hoa và một số nước lân cận thì người ta dùng nó để trị nhiều bệnh: chống nhiễm trùng, tăng sức khỏe cho da, điều trị chứng mất ngủ, ho hen, di tinh và háo nước.
Một số người còn cho rằng nó có tác dụng kích thích tình dục.

## Các loài
- Schisandra bicolor: Trung Quốc
- Schisandra chinensis
  - Schisandra chinensis thứ leucocarpa: Mãn Châu, Hắc Long Giang
- Schisandra coccinea: Hoa Kỳ
- Schisandra discolor: Nhật Bản
- Schisandra flaccidiramosa: Trung Quốc
- Schisandra gracilis: Myanma
- Schisandra incarnata: Trung Quốc
- Schisandra lancifolia
  - Schisandra lancifolia thứ polycarpa: Trung Quốc
- Schisandra micrantha: Vân Nam, Trung Quốc
- Schisandra neglecta: Himalaya, Myanma; Vân Nam (Trung Quốc)
- Schisandra perulata: Bắc Bộ, Việt Nam
- Schisandra plena: Vân Nam (Trung Quốc), Assam (Ấn Độ)
- Schisandra sphaerandra: Tứ Xuyên, Vân Nam
- Schisandra tomentella: Tứ Xuyên, Trung Quốc
- Schisandra verrucosa: Bắc Bộ, Việt Nam
- Schisandra viridis (đồng nghĩa: Schisandra arisanensis phân loài viridis): Trung Quốc
- Schisandra wilsoniana: Vân Nam, Trung Quốc

## Hình ảnh

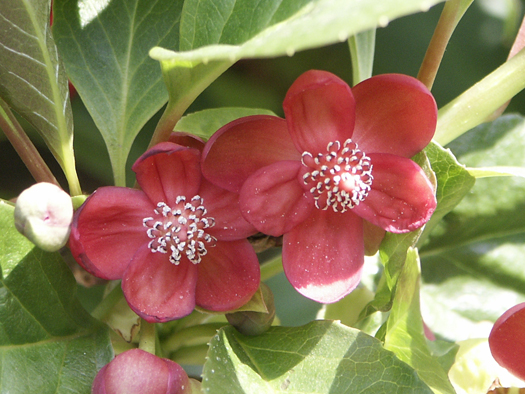
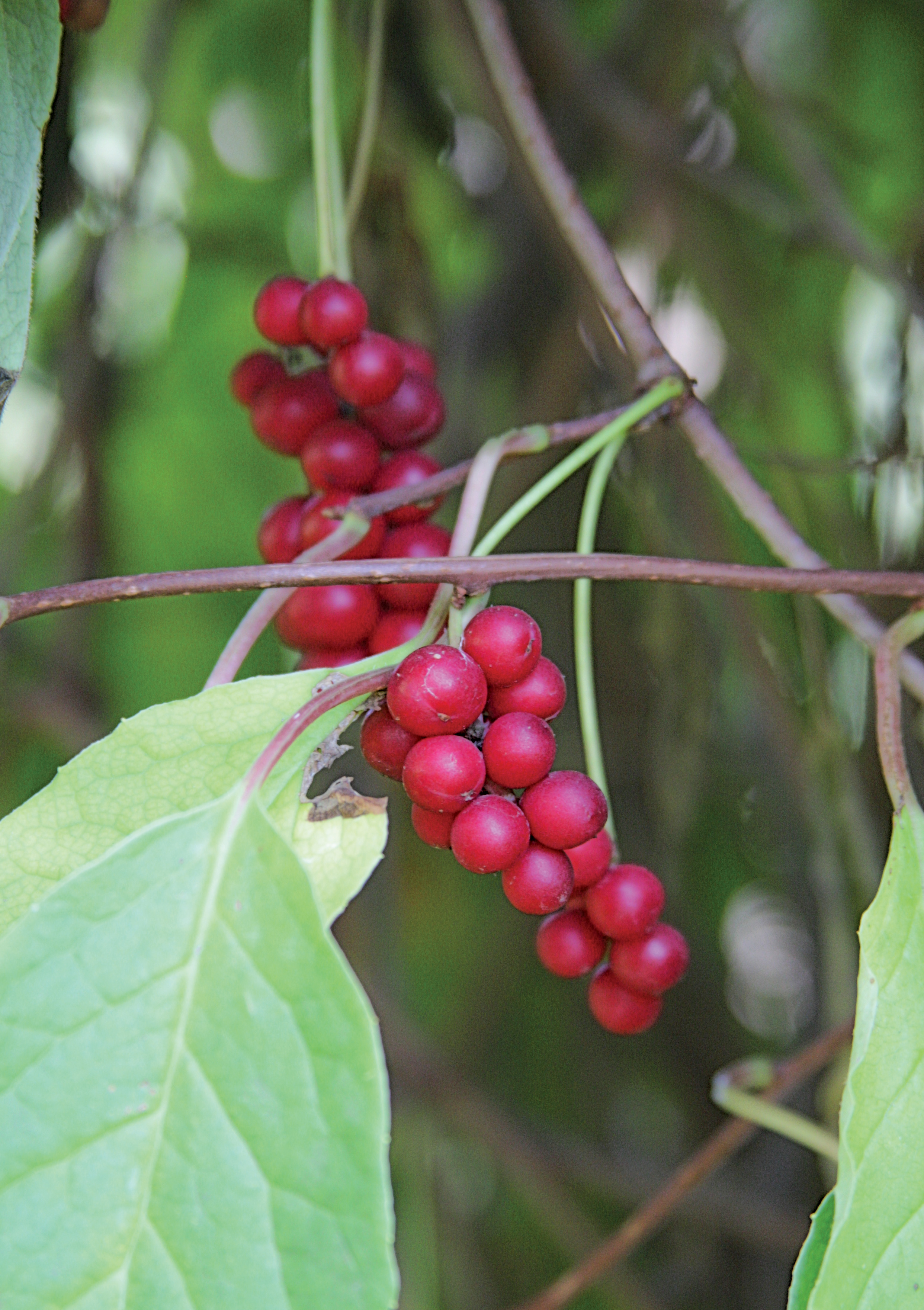
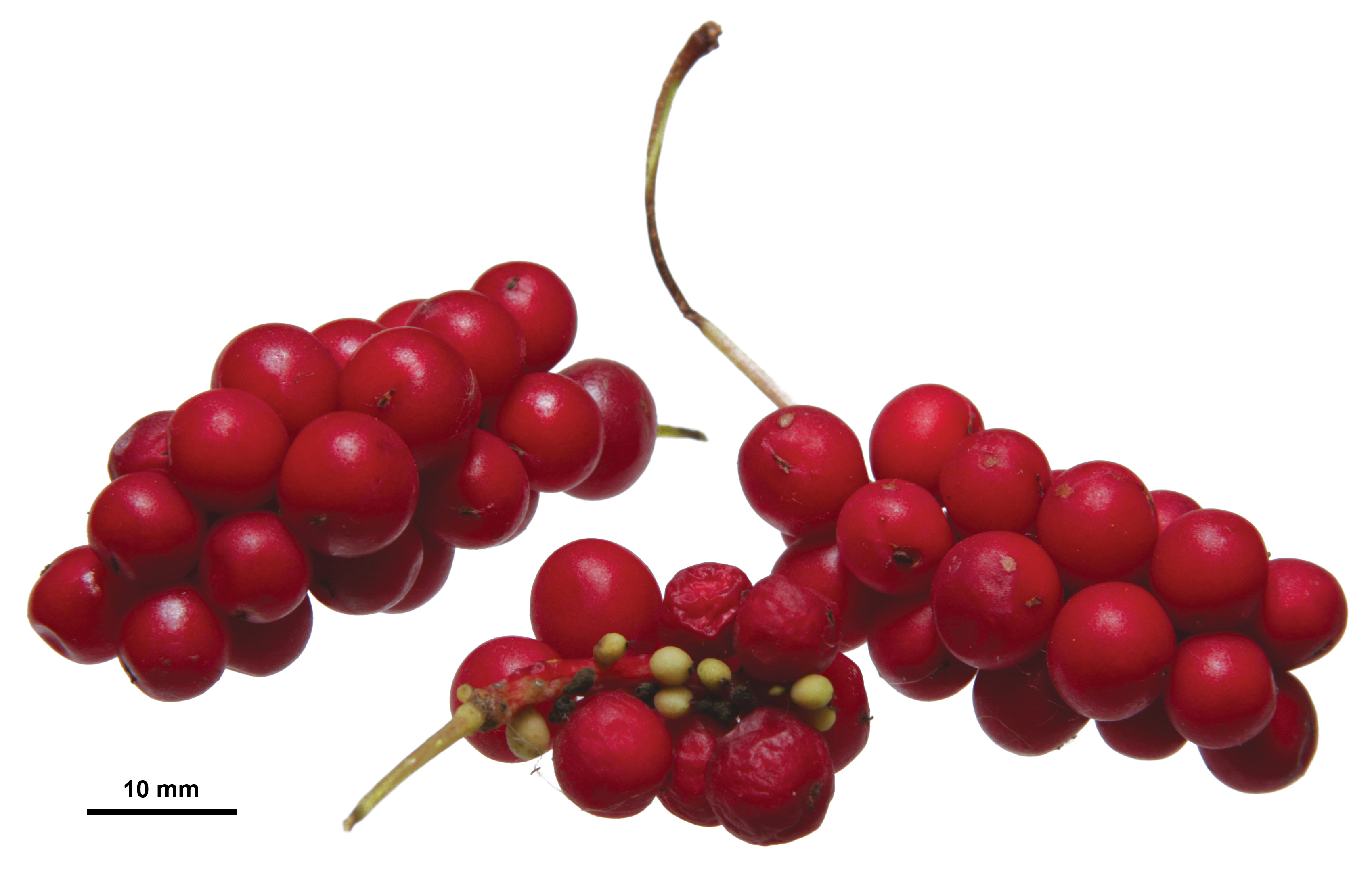
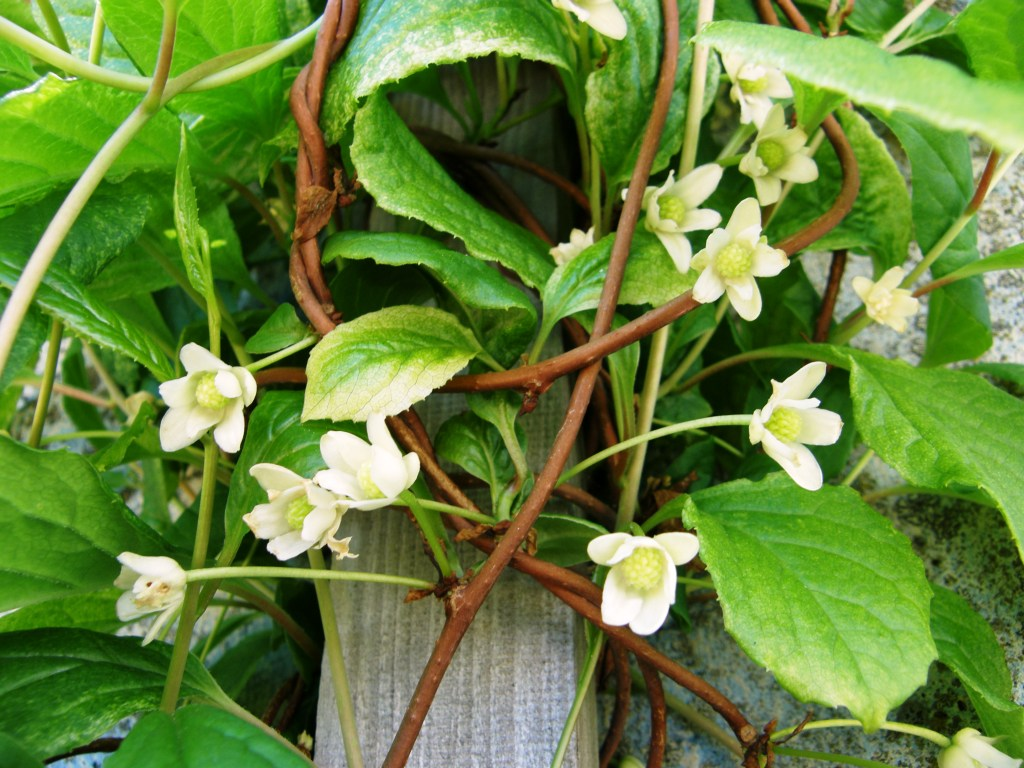